# Albert Gortais
Albert Gortais est un homme politique français, né à Saint Brieuc le 23 décembre 1914 et mort à Vannes le 21 août 1992. Il a été un des fondateurs du Mouvement républicain populaire, MRP et secrétaire général adjoint du parti de 1945 à 1949.

## Biographie
Fils de commerçants, il est né le 23 décembre 1914 à Saint Brieuc (Côtes-d'Armor) dans une famille chrétienne, il a été à l'école des groupements d'Action catholique, il a fait des études supérieures d'économie (HEC) et de droit.
Avec André Colin, il fait partie de la direction nationale de l'Association catholique de la jeunesse française (ACJF) jusqu'à sa mobilisation en 1939 comme lieutenant d'artillerie.
En juin 1940, il s’échappe de la poche de Dunkerque et gagne l'Angleterre. De retour en France, il rejoint la zone libre. De 1940 à la fin de 1942, il est à Lyon et exerce la fonction de secrétaire général de l’ACJF. Il fonde avec Gilbert Dru, André Mandouze et Maurice-René Simonnet les Cahiers de notre Jeunesse, Marié et père de famille, il revient en Bretagne en 1943. Son engagement le conduit à la lutte contre l'occupant, il fait partie d'un réseau de Résistance. Engagé dans les FFI en 1944, il recrute et organise un bataillon qui va participer aux combats de la libération de Lorient et de sa base navale.
Après la Libération, il revient à Paris ou se retrouvent des centaines de chrétiens engagés dans la Résistance résolus à faire naître une nouvelle république. Il est cofondateur du MRP en 1944, avec en particulier Georges Bidault, Maurice Schumann, André Colin. Il est décoré de la croix de guerre 39-45, de la médaille de la Résistance et de la Légion d’Honneur. Il a 30 ans quand il devient Secrétaire Général Adjoint du mouvement, chargé par le bureau national, de son fonctionnement, de ses messages et de sa doctrine. Pour lui l'engagement politique doit être un service désintéressé à la nation.
Il quitte le secrétariat général du MRP "pour des raisons strictement familiales" en 1949. Il revient habiter à Saint Brieuc dans les Côtes-d'Armor. Père de six enfants, il poursuit son engagement politique comme responsable départemental du MRP. Il exerce son activité professionnelle au sein d'une société commerciale dont il sera par la suite le directeur général, ce qui explique certains de ses engagements dans les Côtes-d'Armor. Il sera membre de la Chambre de commerce et d'industrie et juge au tribunal de commerce. Retraité, il se retire à Vannes où il devient Conciliateur de justice. Il meurt en 1992 à l'âge de 78 ans.